# Werner Wälchli
Werner Wälchli (né le 11 février 1922 à Saint-Aubin-Sauges et mort le 2 juillet 2010 à Brittnau) est un graphiste, lithographe et peintre suisse.

## Biographie
Werner Wälchli est le troisième des six enfants d'Alfred Wälchli et son épouse Frieda Gugelmann. À l'âge de deux ans, la famille déménage à Brittnau.
Wälchli suit un apprentissage de typographe dans l'entreprise Ringier à Zofingen de 1939 à 1943. À l'école de commerce de Zofingen, il est un élève d'Eugen Kuhn. Grâce à sa médiation, Wälchli peut prendre un emploi de typographe à l'imprimerie Schläfli à Interlaken après avoir terminé son apprentissage. En 1944, il donne son premier cours à l'association locale de typographie. Il se tourne aussi vers le dessin avec le soutien d'Emil Zbinden.
En 1945, Wälchli prend un poste à l'imprimerie Fretz à Zurich, ce qui lui permet de suivre des cours du soir de dessin et de fonte de caractères à l'Université des Arts de Zurich. De 1946 à 1948, Wälchli est élève de l'école de jour de l'université et reçoit sa formation auprès d'Alfred Willimann, Walter Käch, Ernst Gubler et le graphiste Ernst Keller. Il y rencontre Ruth Bögli qui deviendra son épouse, ils auront trois enfants.
Graphiste indépendant, il va à l'École Estienne et l'Académie d'André Lhote.

Logo de l'UNESCO

De 1949 à 1952, Wälchli est le directeur artistique des publications de l'UNESCO et conçoit le logo de l'UNESCO en 1951.
De retour à Zurich, la famille vit dans l'arrondissement de Seebach. Wälchli est graphiste indépendant et enseigne le dessin et la calligraphie à l'université des arts de Zurich de 1956 jusqu'à sa retraite en 1987.
Wälchli vit avec sa famille à partir de 1973 dans l'ancien bâtiment de l'école de Mattenwil dans la commune de Brittnau. Werner et Ruth Wälchli présentent leurs œuvres dans près de 20 expositions dans le canton d'Argovie entre 1966 et 2013.